# IV конференция Трудовой партии Кореи
IV конфере́нция Трудово́й па́ртии Коре́и (кор. 조선로동당 제4차 대표자회?, 朝鮮勞動黨 第4次代表者會?) состоялась 11 апреля 2012 года в Пхеньяне. Главным итогом партийной конференции стало избрание Ким Чен Ына Первым секретарём ЦК ТПК.

## Повестка дня
В повестку дня партконференции вошли следующие вопросы:
1. О вечном сохранении за Ким Чен Иром статуса Генерального секретаря ТПК.
2. О внесении изменений в Устав ТПК.
3. Избрание Ким Чен Ына на высший пост партии.
4. Решение организационных вопросов.

## Основные итоги конференции
Существенное пополнение получило Политбюро ЦК ТПК (7 новых членов и 5 кандидатов в члены).
В ходе конференции в Устав ТПК был внесён ряд изменений:
- Покойный Ким Чен Ир торжественно провозглашён «вечным Генеральным секретарём ТПК»[3].
- Ким Чен Ын избран Первым секретарём ЦК ТПК[4], а также избран членом Политбюро ЦК ТПК, членом Президиума Политбюро ЦК ТПК и Председателем ЦВК ТПК[5]. Тем самым, он занял все ключевые должности в руководстве партии[6].
- Новой руководящей идеологией ТПК провозглашён кимирсенизм-кимчениризм[3].

13 апреля, в ходе V сессии ВНС КНДР 12-го созыва, соответствующие поправки были внесены и в Конституцию КНДР. Тогда же за Ким Чен Иром была навечно  закреплена должность председателя Государственного комитета обороны КНДР. Ким Чен Ын, в свою очередь, занял должность Первого Председателя ГКО.

## Избранное партийное руководство
На конференции прошли выборы в центральные руководящие органы ТПК:
Член Президиума Политбюро ЦК
- Чхве Рён Хэ

Члены Политбюро ЦК
- Чхве Рён Хэ
- Ким Чон Гак
- Чан Сон Тхэк
- Пак До Чхун
- Хён Чхоль Хэ
- Ким Вон Хон
- Ли Мён Су

Кандидаты в члены Политбюро ЦК
- Квак Бом Ги
- О Кын Нёль
- Ро Ту Чоль
- Ли Пён Сам
- Чо Ён Чжун

Секретари ЦК
- Ким Гён Хи
- Квак Бом Ги

Члены ЦК
- Ким Гён Хи
- Ким Ён Чхун
- Пак Пон Джу

Члены ЦВК
- Чхве Рён Хэ (как зампредседатель ЦВК)
- Хён Чхоль Хэ
- Ким Рак Гём
- Ли Мён Су

## Оценки
Некоторые обозреватели отметили, что руководство Трудовой партии Кореи так и не приняло решение о созыве партийного съезда, хотя его не проводили 32 года. ЦК ТПК предпочёл организовать очередную партийную конференцию (спустя всего лишь 18 месяцев после предыдущей), которая менее обязывает к подведению итогов и пересмотру или подтверждению текущего стратегического курса.